# Halloween (filme de 2007)
Halloween é o nono filme da franquia de John Carpenter, dirigido por Rob Zombie. A produção é uma refilmagem do clássico de 1978, com foco nos anos que Michael Myers passa no hospital psiquiátrico, mostrando o seu desenvolvimento até se tornar o conhecido assassino mascarado.
Em 2009, seria lançada uma continuação do mesmo diretor, com o título Halloween II.

## Sinopse
No Halloween em Haddonfield, Illinois, quando tinha dez anos, Michael Myers mata um valentão da escola, sua irmã mais velha Judith, seu namorado Steve Haley e o namorado abusivo de sua mãe Ronnie White. Apenas sua irmãzinha Laurie é poupada. Depois de um dos mais longos julgamentos da história do estado, Michael é considerado culpado de assassinato em primeiro grau e enviado para Smith's Grove Sanitarium sob os cuidados do psicólogo infantil Dr. Samuel Loomis. Michael inicialmente coopera com Loomis e sua mãe Deborah o visita regularmente. No ano seguinte, Michael se torna dissociativo, fixando-se em máscaras de papel machê e se afasta de todos ao seu redor, até mesmo de sua mãe. Quando Michael mata uma enfermeira enquanto Deborah está saindo de uma de suas visitas, ela não consegue lidar com a situação e comete suicídio.
Pelos próximos quinze anos, Michael continua fazendo suas máscaras e não falando com ninguém. Dr. Loomis, tendo continuado a tratar Michael ao longo dos anos, tenta seguir em frente com sua vida e encerra o caso de Michael. Mais tarde, Michael foge de Smith's Grove, matando os guardas e a equipe do hospital no processo. Ele então mata um motorista de caminhão por causa de suas roupas e faz o seu caminho de volta para Haddonfield. No Halloween, Michael chega à casa de sua infância, agora abandonada, onde recupera a faca de cozinha e a máscara de Halloween que guardou sob as tábuas do piso na noite em que matou sua irmã.
Laurie Strode e suas amigas Annie Brackett e Lynda Van Der Klok se preparam para o Halloween. Ao longo do dia, Laurie testemunha Michael observando-a à distância. Mais tarde naquela noite, Lynda se encontra com seu namorado Bob Simms na casa abandonada de Michael. Michael aparece, mata-os e depois segue para a casa dos Strode, e mata Mason e Cynthia, pais de Tommy Doyle, garoto de quem Laurie toma conta.
O Dr. Loomis, tendo sido alertado da fuga de Michael, chega em Haddonfield procurando por Michael. Depois de obter uma arma, Loomis tenta avisar o xerife Lee Brackett que Michael voltou para Haddonfield. Loomis e Brackett vão à casa dos Strode, com Brackett explicando ao longo do caminho que Laurie é na verdade a irmãzinha de Michael, tendo sido adotada pelos Strodes após o suicídio de sua mãe. Depois de convencer Laurie a tomar conta de Lindsey Wallace enquanto passava um tempo com seu namorado Paul, Annie é atacada por Michael depois que ele mata Paul na residência de Wallace. Trazendo Lindsey para casa, Laurie encontra Annie gravemente ferida no chão, mas ainda viva, e pede ajuda.  Michael ataca Laurie e a persegue de volta para a residência Doyle.  Loomis e Brackett ouviram a chamada pelo rádio e foram em direção à residência de Wallace.
Michael sequestra Laurie e a leva de volta para sua antiga casa. Ele tenta mostrar a Laurie que ela é sua irmã, apresentando uma foto deles com a mãe. Incapaz de entender, Laurie esfaqueia Michael antes de escapar da casa. Michael a persegue, mas Loomis chega e atira nele três vezes. Michael se recupera e recaptura Laurie. Loomis intervém, mas Michael o subjuga. Laurie pega a arma e corre escada acima, mas Michael a encurrala em uma varanda e a ataca de frente, derrubando os dois por cima do corrimão. Laurie acorda em cima de um Michael inconsciente. Laurie aponta a arma para Michael, com a mão de Michael agarrando seu pulso no momento em que a arma é disparada.

## Elenco
- Scout Taylor-Compton ... Laurie Strode
- Malcolm McDowell ... Dr. Samuel Loomis
- Brad Dourif ... Sheriff Lee Brackett
- Tyler Mane ... Michael Myers
- Danielle Harris...Annie Brackett
- Sheri Moon ... Deborah Myers
- William Forsythe ... Ronnie White
- Richard Lynch ... diretor Chambers
- Udo Kier ... Morgan Walker
- Danny Trejo ... Ismael Cruz
- Kristina Klebe ...Lynda Van Der Klok
- Hanna R. Hall... Judith Myers
- Tom Towles... Larry Redgrave
- Bill Moseley... Zach Garrett
- Leslie Easterbrook... Patty Frost
- Steve Boyles... Stan Payne
- Clint Howard... Dr. Koplenson
- Jenny Gregg Stewart... Lindsey Wallace
- Lew Temple... Noel Kluggs
- Adam Weisman... Steve
- Dee Wallace... Cynthia Strode
- Pat Skipper... Mason Strode
- Daeg Faerch ... Michael Myers (aos 10 anos)
- Ken Foree	... Big Joe Grizzly
- Sid Haig... Chester Chesterfield

## Brasil
No Brasil, o filme chegou somente em 2009, com dois anos de atraso em relação ao lançamento nos Estados Unidos. E assim como no estrangeiro, o filme de Rob Zombie não teve uma boa recepção por parte dos críticos e amantes do gênero, sendo inclusive bombardeado de críticas mesmo antes de ter sido lançado no país, já que o longa foi vazado na internet antes de sua estreia oficial.